# حامد الغابد
حامد الغابد (بالفرنسية: Hamid Algabid)‏ (ولد 1360هـ / 1941م) إداري واقتصادي وسياسي من النيجر. وُلد بتانون (في النيجر). تلقى تعليمه الابتدائي والمتوسط في النيجر، أما تعليمه الثانوي فقد تلقاه في الجزائر. حصل عام 1969م على ليسانس الحقوق من جامعة أبيدجان في ساحل العاج، وعلى دبلوم المعهد الدولي للإدارة العامة بباريس عام 1970م، وعلى الدكتوراه من جامعة السوربون بفرنسا عام 1988م وكان موضوع رسالته البنوك الإسلامية: مشاكل وآفاق.
تقلّد العديد من المناصب القيادية في دولته وخارجها، فقد تولّى عدّة وزارات في النيجر في الفترة من 1979 - 1983م، ثم رئاسة الوزراء بين عامي 1983 - 1988م. اختير أمينًا عامًا لمنظمة المؤتمر الإسلامي منذ أول يناير 1989م حتى 1996م. رشح لمنصب الأمين العام للأمم المتحدة، إلا أن كوفي عنان فاز بالمنصب عام 1996م. له خدمات كثيرة للإسلام والمسلمين منها: تنمية التضامن والتعاون بين الجاليات الإسلامية، والدفاع عن حقوق الأقليات الإسلامية، وبذله الجهد لإحقاق الحق في النزاعات بين الدول الإسلامية، فضلاً عن حثه الدول الغنية على مساعدة الدول الإسلامية الفقيرة. ألف كتابًا بعنوان 'البنوك الإسلامية' اقترح فيه دعم دور هذه البنوك في مساعدة البلدان الإسلامية.
حاز جائزة الملك فيصل العالمية لخدمة الإسلام عام 1412هـ، 1992م.